# 예천남부초등학교
예천남부초등학교는 대한민국 경상북도 예천군에 있는 초등학교다.

## 학교 연혁
- 1967년 8월 3일 예천남부국민학교 설립인가
- 1968년 3월 4일 예천남부국민학교 개교
- 1981년 3월 5일 병설유치원 개원(1학급)
- 1991년 10월 23일 농촌형 급식학교 지정
- 1998년 3월 1일 보성초등학교 통합, 인포초등학교 분교장 편입
- 1999년 3월 1일 호명초등학교, 신당초등학교 분교장 편입
- 1999년 10월 21일 도지정 시범학교 운영보고회 (부진아 지도)
- 2000년 3월 1일 호명분교장(현재의 호명초등학교) 폐교
- 2002년 5월 7일 발명교실 개관
- 2004년 10월 13일 도지정 시범학교 운영보고회 (보건교육)
- 2005년 10월 28일 도서관『예남책마루』개관
- 2006년 9월 22일 다목적강당『예지관』개관
- 2008년 2월 29일 신당분교장 폐교
- 2008년 11월 27일 도지정 연구학교 운영 보고(다문화교육)
- 2009년 2월 28일 인포분교장 폐교
- 2014년 2월 14일 제41회 졸업식(총 3,811명)
- 2014년 3월 1일 도지정 연구학교 운영(다문화 교육)
- 2014년 3월 1일 제18대 김숙희 교장 부임